# Hrabstwo Washington (Maryland)

Piramida wieku hrabstwa

Hrabstwo Washington (ang. Washington County) to hrabstwo w amerykańskim stanie Maryland. Hrabstwo zajmuje powierzchnię 1 210,95 km² i według szacunków US Census Bureau w roku 2006 liczyło 143 748 mieszkańców. Siedzibą hrabstwa jest miasto Hagerstown.

## Historia

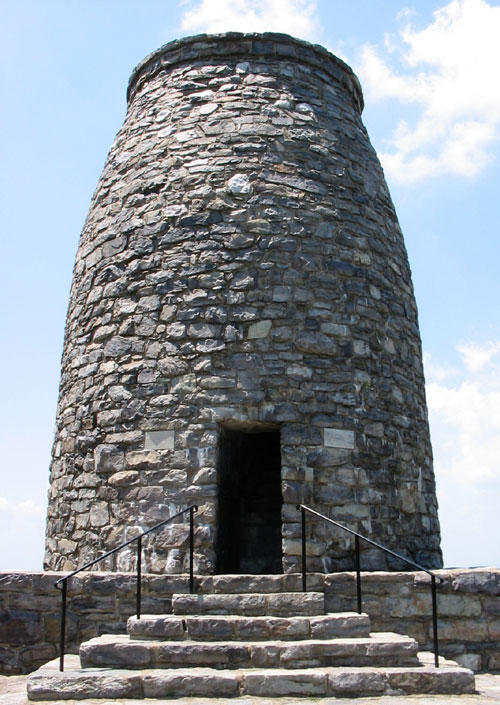
Pomnik na cześć George’a Washingtona w parku stanowym Washington Monument

Hrabstwo Washington powstało w roku 1776, w wyniku podziału hrabstwa Frederick na trzy mniejsze hrabstwa. Hrabstwo zostało nazwane na cześć George’a Washingtona, naczelnego dowódcy Armii Kontynentalnej podczas wojny o niepodległość Stanów Zjednoczonych, który został później pierwszym prezydentem Stanów Zjednoczonych. W 1789 roku hrabstwo Washington uległo zmniejszeniu, gdy z jego części utworzono hrabstwo Allegany.

## Geografia
Całkowita powierzchnia hrabstwa wynosi 1 210,95 km², z czego 1 186,58 km² stanowi powierzchnia lądowa, a 24,37 km² (2,0%) powierzchnia wodna. Najwyższym punktem w hrabstwie jest szczyt góry Quirauk, który wznosi się na wysokość 652 m n.p.m., zaś najniższy punkt o wysokości 76 m n.p.m. znajduje się na rzece Potomak, w pobliżu miasta Harpers Ferry.
W hrabstwie znajduje się sześć parków stanowych.

### Miasta
- Boonsboro
- Clear Spring
- Funkstown
- Hagerstown
- Hancock
- Keedysville
- Sharpsburg
- Smithsburg
- Williamsport

### CDP
- Antietam
- Bagtown
- Bakersville
- Beaver Creek
- Big Pool
- Big Spring
- Breathedsville
- Brownsville
- Cavetown
- Cearfoss
- Charlton
- Chewsville
- Dargan
- Downsville
- Eakles Mill
- Edgemont
- Ernstville
- Fairplay
- Fairview
- Fort Ritchie
- Fountainhead-Orchard Hills
- Gapland
- Garretts Mill
- Greensburg
- Halfway
- Highfield-Cascade
- Indian Springs
- Jugtown
- Kemps Mill
- Leitersburg
- Mapleville
- Mercersville
- Middleburg
- Maugansville
- Mount Aetna
- Mount Briar
- Mount Lena
- Paramount-Long Meadow
- Pecktonville
- Pinesburg
- Pondsville
- Reid
- Ringgold
- Sandy Hook
- Robinwood
- Rohrersville
- St. James
- San Mar
- Tilghmanton
- Trego-Rohrersville Station
- Wilson-Conococheague
- Yarrowsburg

## Demografia
Według szacunków US Census Bureau w roku 2006 hrabstwo Washington liczyło 143 748 mieszkańców.